# Вино (фильм)
«Вино» (англ. Wine) — немой чёрно-белый фильм 1924 года. Считается утерянным.

## Сюжет
На светском балу в честь дебютантки Анжелы Уорринер её мать узнает, что их семья разорена. Ради благополучия дочери миссис Уорринер убеждает своего мужа Джона стать партнёром бутлегера Бенедикта, мнимого графа Монтебелло. Анжела тем временем бросает своего возлюбленного Карла Грэма и попадает под порочное влияние некоего Гарри ван Олстина. Вскоре семью Уорринеров настигает крах — отца Анжелы арестовывают и сажают в тюрьму, а мать слепнет, отравившись низкокачественным контрабандным вином.
После этой двойной трагедии Анжела раскаивается, порывает с ван Олстином и возвращается к уравновешенному романтику Грэму.

## В ролях
| Актёр          | Роль                      |
| -------------- | ------------------------- |
| Клара Боу      | Анжела Уорринер           |
| Форрест Стэнли | Карл Грэм                 |
| Хантли Гордон  | Джон Уорринер             |
| Миртл Стедман  | миссис Уорринер           |
| Роберт Эгню    | Гарри ван Олстин          |
| Уолтер Лонг    | Бенедикт, граф Монтебелло |